# Axel Edvard Bonsdorff
Axel Edvard Bonsdorff, född 21 december 1839 i Fredrikshamn, död 25 juli 1919 i Hangö, var en finländsk geodet, sonson till Jacob Bonsdorff.
Bonsdorff blev 1858 underlöjtnant vid Astrachanska grenadjärregementet, genomgick Artilleriakademien i Sankt Petersburg och Generalstabsakademiens geodetiska avdelning samt utnämndes 1872 till geodet vid Topografiska kåren och till ledare för de astronomiska och geodetiska arbetena i Turkestan. Han blev överstelöjtnant vid Generalstaben 1874, överste 1878 och överfördes 1881 till Generalstabens topografkår. Han blev slutligen generalmajor 1888.
Under Bonsdorffs ledning utfördes omfattande topografiska och geodetiska arbeten, bland annat i Finland 1884. Han publicerade geodetiska och astronomiska artiklar i vetenskapliga tidskrifter och var medlem av ryska Vetenskapsakademien.